# Chonecolea andina
Chonecolea andina là một loài rêu trong họ Chonecoleaceae. Loài này được Grolle & Váňa mô tả khoa học đầu tiên năm 1980.